# Jongoryn Els

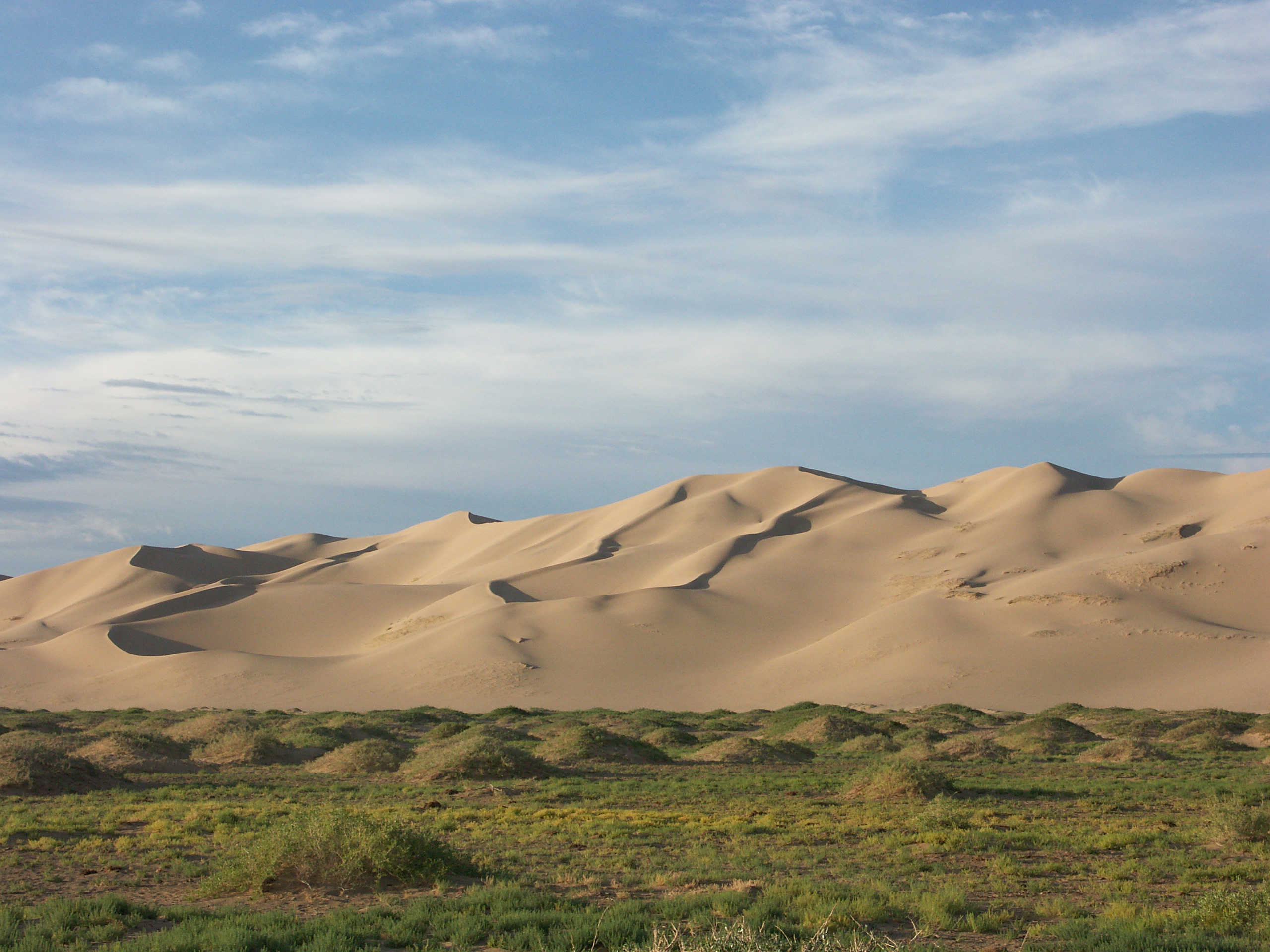
Dunas de arena Jongoryn Els

Jongoryn Els (en mongol: Хонгорын элс) también llamadas Duut Mankhan y conocidas popularmente como las «Arenas Cantantes», es un complejo de dunas de arena que se extienden por un superficie de más de 965 km². El sistema de dunas se encuentra dentro del parque nacional de Gobi Gurvansaiján en Mongolia.

## Localización
Las dunas que se extienden hasta el pie de las altas montañas Altái, se encuentran a unos 180 kilómetros de Dalanzadgad. El sistema de dunas está situado a una distancia de 130 kilómetros a lo largo de las pistas del desierto hasta Bogd en la provincia de Övörhangay en el norte y 215 kilómetros hasta Bayanlig en el noroeste, en la localidad de Bayanhongor situada en la provincia homónima.

## Características
Mongolia tiene tres tipos de desiertos, y algunos de ellos tienen suficiente vegetación para permitir que paste una cantidad limitada de ganado. Las dunas Jongoryn Els, en el extremo sur del desierto de Gobi, tiene una enorme variedad de dunas de arena: de 6 a 12 kilómetros de ancho, 100 kilómetros de largo (otras fuentes mencionan 180 kilómetros) y se elevan a una altura de 80 metros (su altura máxima hasta el ápice puede ser de 300 metros). Son similares a las dunas de Egipto. Las arenas tienen curvas atractivas que terminan en un borde afilado, formando patrones ondulados en la arena. Cambian continuamente de forma debido al viento y reflejan colores amarillo-blancos a medida que cambia la intensidad de la luz durante el día. Su largo y ancho varían. La mayor de estas dunas se encuentra en el extremo noroeste de la cordillera.
A medida que la arena se mueve debido a los vientos o está en proceso de colapso debido a pequeñas avalanchas, se emite un fuerte sonido que le da el nombre de «Arenas Cantantes». Según un equipo francés que ha estudiado el fenómeno, este se debe a una fina capa superficial de pizarra sobre los granos de arena, lo que hace que la arena emita un sonido resonante. El sonido también se atribuye al calor, a las condiciones climáticas del desierto y al efecto de avalancha provocado por el movimiento armonioso de las partículas de arena. Este sonido también se compara con el sonido que emite un avión durante el despegue y el aterrizaje.
El límite norte de las dunas está bordeado por un pequeño río, el Jonggoryn Gol, donde se pueden encuentran pastos. El río nace de arroyos subterráneos en las montañas que forman su valle. La fauna registrada está formada por el halcón sacre (Falco cherrug), la ganga de Pallas (Syrrhaptes paradoxus) y el gorrión del saxaul (Passer ammodendri), el zorro corsac (Vulpes corsac) o el zorro rojo (Vulpes vulpes), entre otros.